# Honorina Silva
Honorina Silva de Lacerda, bekannt als Honorina Silva, (* 26. Juni 1915 in Ribeirão Preto, Brasilien; † unbekannt) war eine brasilianische Pianistin.

## Leben
Silva wurde in Ribeirão Preto, einer Stadt im Bundesstaat São Paulo, geboren. Sie nahm zunächst Klavierunterricht bei der Tochter Henrique Oswalds, später studierte sie am Instituto Nacional de Música bei diesem selbst. Ihr Studium beendete Silva mit Auszeichnung im Jahre 1929. Danach studierte sie in Rio de Janeiro bei dem spanischen Pianisten und Klavierpädagogen Tomás Terán (1896–1964). Silva erhielt im Jahre 1930 ein Stipendium für weiterführende Studien in Europa. Im Zuge der Brasilianischen Revolution von 1930 trat sie die Reise nicht an.
Sie machte sich insbesondere einen Namen als Interpretin des Klavierwerks des brasilianischen Komponisten Henrique Oswalds (1852–1931) sowie des brasilianischen Pianisten und Komponisten Barrozzo Netto (1881–1941). Sie spielte im Programm des brasilianischen Radiosenders Rádio Nacional und nahm zahlreiche Aufnahmen für den brasilianischen Klassik-Radiosender MEC auf. Über ein Auftreten als Pianistin außerhalb Brasiliens ist nichts bekannt.

## Interpretationen (Auswahl)
- Manuel Porto Alegro Faulhaber[4] (1967–1922): Valsa Op. 4 (Walzer Op. 4)
- Barrozo Netto (1881–1941): Cachimbando
- Barrozo Netto: Canto de marujo (Seemannslied)
- Barrozo Netto: Cavalinho de pau
- Barrozo Netto: Rapsódia guerreira
- Barrozo Netto: Valsa lenta (Langsamer Walzer)
- Henrique Oswald (1852–1931) Andante und Variationen für Klavier und Orchester
- Henrique Oswald: Berceuse em ré maior (Berceuse in D-Dur)
- Henrique Oswald: Estudo No.1 (Etüde Nr. 1)
- Henrique Oswald: Estudo No.2 (Etüde Nr. 2)
- Henrique Oswald: Estudo No.3 (Etüde Nr. 3)
- Henrique Oswald: Idílio (Idylle)
- Henrique Oswald: Romanze in Ges-Dur
- Henrique Oswald: Romanze in A-Dur
- Henrique Oswald: Sur la plage (Am Strand)